# Berliet GPE und GPF
Berliet GPE und Berliet GPF waren die schwersten Lkw, die der französische Kraftfahrzeughersteller Berliet in Lyon in der Zeit zwischen den beiden Weltkriegen herstellte. Alle waren Dreiachser, es gab zivile und militärische Varianten.

## Zivile Varianten

### Berliet GPF
Der ursprüngliche Berliet GPF erhielt seine allgemeine Betriebserlaubnis im Juli 1928. Die französische Armee erprobte drei Stück als Panzertransporter, der Typ ist daher bei den Militärvarianten behandelt.

#### Berliet GPF7
Der Berliet GPF7 erhielt seine allgemeine Betriebserlaubnis im Februar 1934. Der Vierzylinder-Dieselmotor des Typs MDB hatte eine Bohrung von 120 und einen Hub von 160 mm (Hubraum also 7238 cm³). Steuerlich war das Fahrzeug mit 19 CV eingestuft, die effektive Leistung betrug 70 PS bei 1500/min. Nur eine der beiden Hinterachsen war angetrieben (6×2). Das Getriebe hatte vier Vorwärts- und einen Rückwärtsgang. Das nackte Chassis ohne Aufbauten wog 7000 kg, das höchstzulässige Gesamtgewicht 21.500 kg, die Nutzlast bis zu 12 Tonnen. Das Fahrzeug hatte einen Radstand von (je nach Kundenwahl) 5,4235 oder 5,735 + 1,37 m, die vordere Spur betrug 1,934, die hintere 1,841 m. Es war je nach Radstand 9,36 oder 10,36 m lang und 2,42 m breit. Der Lkw war mit 70 PS angesichts eines Gesamtgewichts von über 20 Tonnen auch nach damaligen Maßstäben untermotorisiert.
Der Berliet GPFL7 war eine im Oktober 1935 vorgestellte Untervariante mit auf 9 Tonnen reduzierter Nutzlast und auf 5,125 m reduziertem vorderen Radstand, im Übrigen gleichen technischen Daten.

#### Berliet GPF10
Der Berliet GPFL10 erhielt seine allgemeine Betriebserlaubnis im Juli 1932 und damit fast zwei Jahre früher als der GDL7. Von diesem unterschied er sich vor allem durch den stärkeren Dieselmotor des Typs MDE mit 6 Zylindern und einer Bohrung von 120 und einen Hub von 160 mm (Hubraum also 10.857 cm³). Steuerlich war das Fahrzeug mit 29 CV eingestuft, die effektive Leistung betrug 100 PS bei 1700/min. Die übrigen technischen Daten sind mit denen des GPF7 identisch. Ein Exemplar ging unter der Bezeichnung GPF3 als Panzertransporter an die französische Armee (siehe unten, Militärvarianten).
Für den GPF10 inklusive GPF7 wurden die Chassisnummern 144901–144910 (also 10 Stück) reserviert, später wurden weitere 100 (102301–102400) für GPF10 und GPE7 reserviert. Daraus ist zu schließen, dass das erste Nummernband voll ausgeschöpft und infolgedessen mindestens 10 Berliet GPF7/10/12 gebaut wurden, ob aus dem Nummernband 1321301ff weitere Chassisnummern für GPF10 vergeben wurden, bleibt offen.

#### Berliet GPF12
Auch der Berliet GPF12 unterschied sich von den übrigen Varianten nur durch den Motor: Typ MDR mit 6 Zylindern und einer Bohrung von 130 und einen Hub von 160 mm (Hubraum also 12.742 cm³). Steuerlich war das Fahrzeug mit 34 CV eingestuft, die effektive Leistung betrug 105 PS bei 1600/min.

### Berliet GPEF
Der Berliet GPEF erhielt seine allgemeine Betriebserlaubnis Anfang Juni 1929 und damit ein Jahr nach Erscheinen des Berliet GPF. Er hatte den gleichen Motor wie der Berliet GPF: Typ MKPC, 6 Zylinder, Bohrung × Hub 110 × 140 mm, 7983 cm³ Hubraum. Auch er war ein Dreiachser (6×2), hatte allerdings ein etwas geringeres Höchstgewicht (17,5 Tonnen) und Nutzlast (10 Tonnen). 40 Stück wurden 1932, 181 Stück 1933 und 6 Stück 1934 hergestellt, möglicherweise sind die nachfolgend aufgezählten Varianten des GPEF in diesen Stückzahlen eingeschlossen.

#### Berliet GPEF10
Den Berliet GPEF10 gab es in zwei Dieselmotor-Varianten:
- Motor Typ MLPD: 6 Zylinder, Bohrung × Hub 125 × 140 mm, 10308 cm³ Hubraum, 39 Steuer-CV, Oktober 1932 durch Gesetzesänderung auf 29 CV reduziert, unbekannte Höchstleistung bei 1800/min., allgemeine Betriebserlaubnis Januar 1932.[9]
- Motor Typ MDE: 6 Zylinder, Bohrung × Hub 120 × 160 mm, 10.857 cm³ Hubraum, 41 Steuer-CV, Oktober 1932 durch Gesetzesänderung auf 29 CV reduziert, Höchstleistung 100 PS bei 1700/min., allgemeine Betriebserlaubnis Juli 1932.[10]

Die Nutzlast beider Varianten wird mit 12 Tonnen angegeben, das höchstzulässige Gesamtgewicht mit 26 Tonnen.

#### Berliet GPEF12
Der Berliet GPEF12 unterschied sich von den übrigen Varianten nur durch den Motor: Typ MDR mit 6 Zylindern und einer Bohrung von 130 und einen Hub von 160 mm (Hubraum also 12.742 cm³). Steuerlich war das Fahrzeug mit 34 CV eingestuft, die effektive Leistung betrug 105 PS bei 1600/min. Die allgemeine Betriebserlaubnis wurde im November 1932 erteilt.

#### Berliet GPESF
Der Berliet GPESF war ein insbesondere für Omnibusse geeignetes Fahrgestell („S“ steht für „surbaisse“ = tiefergelegt).
Als LKW hatte er eine Nutzlast von 11,5 Tonnen, als Omnibus bis zu 52 Sitze. Mit Omnibusaufbau war das Chassis 9,307 m lang und 2,498 m breit, Radstand 4,387 + 1,37 m, Spur vorne 1,818 und hinten 2,002 m. Es gab für den Berliet GPESF zwei Motorvarianten, beides Ottomotoren:
- Motor Typ MLPC: 6 Zylinder, Bohrung × Hub 110 × 140 mm, 7983 cm³ Hubraum, 30 Steuer-CV, ungenannte Höchstleistung bei 2100/min., allgemeine Betriebserlaubnis August 1929.[14]
- Motor Typ MLU: 6 Zylinder, Bohrung × Hub 95 × 140 mm, 5954 cm³ Hubraum, 23 Steuer-CV, ungenannte Höchstleistung bei 2100/min., allgemeine Betriebserlaubnis Ende Oktober 1929.[15]

Für den Berliet GPESF wurden die Chassisnummern 85001–85100 (100 Stück) reserviert, inwieweit diese Nummern vergeben wurden, ist nicht überliefert.

### Berliet GPE
Der Berliet GPE war chronologisch der letzte in der Reihe der hier vorgestellten schwersten Berliet-LKW, er wurde in allen Varianten von 1934 bis 1936 in Serie gebaut, nur die Militärvariante des GPE14 erschien später (hierzu s. u.).
Alle Varianten (soweit nicht ausdrücklich anders angegeben) hatten gleiche Abmessungen: Fahrgestell 6×2, Vierganggetriebe, Gewicht des Fahrgestells ohne Aufbauten 9,3 Tonnen, höchstzulässiges Gesamtgewicht 25 Tonnen, Nutzlast 15 Tonnen, Radstand 5,41 + 1,34 m, Spur vorne 1,92 und hinten 1,826 m, Länge des Fahrgestells je nach Kundenwunsch 9,36 oder 10,36 und Breite 2,42 m.
Der Berliet GPE war in folgenden Varianten zu haben, die sich (soweit nicht anders erwähnt) ausschließlich durch ihren Motor unterschieden: GPE7, GPE10, GPE12, GPE14, GPE2G.

#### Berliet GPE7
Der Berliet GPE7 erhielt seine allgemeine Betriebserlaubnis im Februar 1934 zusammen mit dem oben beschriebenen Berliet GPF7. Sein Vierzylinder-Dieselmotor des Typs MDB hatte eine Bohrung von 120 und einen Hub von 160 mm (Hubraum also 7238 cm³). Steuerlich war das Fahrzeug mit 19 CV eingestuft, die effektive Leistung betrug 70 PS bei 1500/min. Die Nutzlast wurde angesichts des relativ schwachen Motors auf 10 Tonnen gesenkt. Für das Fahrzeug wurden die Chassisnummern 102301–102400, also 100 Stück, reserviert, von gebauten Fahrzeugen dieses Typs ist aber nichts überliefert: Zum einen war der Motor für das zu transportierende Gewicht auch für damalige Zeiten sehr schwach, zum anderen erschien nur 14 Tage vorher der Berliet GDHE7, der mit gleicher Leistung und gleicher Nutzlast nur zwei Achsen hatte und dementsprechend preiswerter war. Wahrscheinlich wurde das Fahrzeug daher nie in Serie gebaut.

#### Berliet GPE10
Diese Variante hatte einen Dieselmotor des Typs MDE mit 6 Zylindern und einer Bohrung von 120 und einen Hub von 160 mm (Hubraum also 10.857 cm³). Steuerlich war das Fahrzeug mit 29 CV eingestuft, die effektive Leistung betrug 100 PS bei 1700/min. Die allgemeine Betriebserlaubnis wurde am 21. Februar 1932 erteilt. 1932 wurden 21 Stück gebaut, in den Folgejahren keines mehr.

#### Berliet GPE12
Der Berliet GPF12 unterschied sich von den übrigen Varianten nur durch den Motor: Typ MDR mit 6 Zylindern und einer Bohrung von 130 und einen Hub von 160 mm (Hubraum also 12.742 cm³). Steuerlich war das Fahrzeug mit 34 CV eingestuft, die effektive Leistung betrug 105 PS bei 1600/min. Die allgemeine Betriebserlaubnis wurde am 21. Februar 1932 (am gleichen Tag wie für den GPE10) erteilt. 1932 wurden 34 Stück, 1933 wurden 8 Stück gebaut.

#### Berliet GPE14
Auch der Berliet GPF14 unterschied sich von den übrigen Varianten nur durch den Motor: Typ MDK mit 6 Zylindern und einer Bohrung von 130 und einen Hub von 180 mm (Hubraum also 14.335 cm³). Steuerlich war das Fahrzeug mit 39 CV eingestuft, die effektive Leistung betrug 115 PS bei 1400/min. Die allgemeine Betriebserlaubnis wurde am 28. März 1934 erteilt. 1932 wurden 16 Stück, 1933 wurden 6 Stück und 1934 ein Stück des GPE14 gebaut.
Der Panzertransporter Berliet GPE4 des Jahres 1940, im Prinzip ein abgeänderter GPE14, gehört zu den Militärvarianten.

#### Berliet GPE2G
Der Berliet GPE2G erhielt seine allgemeine Betriebserlaubnis im Mai 1941 und war ein Kind der Notzweiten: Der Feind hatte Frankreich zu 2/3 besetzt (Lyon allerdings nicht) und brauchte selber jeden Tropfen Benzin, aus dem Ausland war Treibstoff kaum zu bekommen. Infolgedessen lag nichts näher, als den Berliet GPE mit einem Holzgasmotor zu versehen (worauf auch das letzte G in der Typenbezeichnung hinweist): Motortypyp MPEG mit 6 Zylindern, einer Bohrung von 120 und einen Hub von 160 mm (Hubraum also 10.857 cm³). Steuerlich war das Fahrzeug mit 29 CV eingestuft, die effektive Leistung betrug 95 PS bei 2000/min. Das nackte Chassis wog jetzt infolge des Holzgasgenerators 9.600 kg, das zulässige Gesamtgewicht musste wegen der schwächeren Leistung auf 23 Tonnen gesenkt werden, die Nutzlast lag also bei nur noch etwa 12 Tonnen. Der Radstand betrug 5,23 + 1,34 m, die Breite 2,50 und die Länge des Fahrgestells 9,94 m. Gebaute Stückzahlen sind nicht überliefert, es blieb daher offenbar bei einem Prototyp.

## Militärische Varianten

### Vorgeschichte
Bereits zum Ende des Ersten Weltkrieges hatte Renault als Panzertransporter den Typ FU entwickelt, der in der Lage war, den ca. 6,5 Tonnen wiegenden Panzer Renault FT auf der Ladepritsche zu transportieren.
Es folgten in den 1920er Jahren der Berliet GCM und der Dewald KL2, die dem gleichen Zwecke dienten.
Mittlerweile kam der Kampfpanzer Renault FT in die Jahre, und man musste über Nachfolger nachdenken. Dieser neue Panzertyp musste, da mittlerweile alle Staaten Panzerabwehrgeschütze einführten, stärker gepanzert sein, ebenso reichte ein Maschinengewehr als Hauptbewaffnung nicht mehr aus. Der zu konstruierende Nachfolger musste also zwangsläufig erheblich schwerer ausfallen als der Renault FT. Der aus dem Renault FT entwickelte Renault NC 1 bzw. NC 27 wog bereits 8,5 Tonnen und war daher für die bisherigen Panzertransporter zu schwer.

### Berliet GPF
Um auch schwerere Panzer auf der Ladefläche transportieren zu können, entwickelte Berliet den Typ GPF2. Es handelte sich um ein dreiachsiges Fahrzeug, die beiden Hinterachsen wurden über Ketten angetrieben. Der Motor vom Typ MLPC hatte sechs Zylinder mit einer Bohrung von 110 und einem Hub von 140 mm, woraus sich ein Hubraum von 7983 cm³ errechnete. Steuerlich  war das Fahrzeug mit 30 CV eingestuft, die bei 2100/min abgegebene effektive Höchstleistung wird -wie damals in Frankreich allgemein üblich- nicht genannt. Das Getriebe hatte vier Vorwärtsgänge, dazu ein Vorgelegegetriebe. Das Gewicht des nackten Chassis ohne Aufbauten betrug 4500 kg. Am 13. Juli 1928 erhielt das Fahrzeug seine allgemeine Betriebserlaubnis. Es entstanden 1929 drei Fahrzeuge, die von der französischen Armee zwar erprobt, aber nicht übernommen wurden: Zwei wurden zu Kippern umgebaut und an zivile Kunden verkauft, der dritte verschrottet.
Mittlerweile waren 1931 von der französischen Armee die ersten Panzer des Typs Char D1 als Nachfolger des Renault FT beschafft worden. Dieser Panzer wog 12 Tonnen und konnte daher mit den bisherigen Panzertransportern mit einer Nutzlast von maximal 7,5 Tonnen nicht mehr transportiert werden. Berliet entwickelte daher aus dem zivilen Typ GPF10 (s. o.) den Typ GPF3. Gegenüber dem GPF2 wurde der Radstand wenig sinnvoll auf 4,88 m verkürzt. Als Motor diente der Sechszylinder-Dieselmotor aus dem GPF10 mit 120 mm Bohrung und 160 mm Hub (Hubraum 10.857 cm³). Es entstand ein Prototyp, der im Juli 1932 ausgiebig erprobt wurde, das schließlich ablehnende Urteil lautete: „ausreichend stark, um Panzer mit einem Gewicht von 12 Tonnen zu transportieren, aber das vorgeführte Fahrzeug genügt nicht zum Panzertransport aufgrund von Lenkschwierigkeiten, die anscheinend durch das zu geringe Gewicht auf der Vorderachse verursacht werden.“

### Berliet GPE
Im Jahr 1934 machte die französische Armee einen neuen Anlauf zur Konstruktion eines Panzertransporters. Die neuen leichten Panzertypen FCM 36, Renault R-35 und Hotchkiss H-35 standen kurz vor der Einführung, sie alle hatten ein Gefechtsgewicht von ca. 11 bis 12 Tonnen. Für die schwereren Typen wie den Char D2 oder Char B1 waren Tiefladeanhänger der Firmen Titan und Coder vorgesehen, die von schweren Zugmaschinen wie dem Laffly S 45 T gezogen werden sollten. Bernard entwickelte den Typ Bernard DI6.53, auf dessen Ladefläche Panzer bis zu 15 Tonnen Gesamtgewicht über eine Rampe (wie bisher) aufgeladen werden konnten. Ein drittes Konzept sah vor, beschädigte Panzer mit einem Portalkran, dessen U-förmiger Ausleger links und rechts am Heck des dreiachsigen Fahrzeugs befestigt war, auf die Ladefläche zu heben. Das Prinzip erhielt den Namen „leveur-porteur“ (etwa zu übersetzen mit „Anheben und transportieren“). Derartige Fahrzeuge wurden von Willème und Berliet konstruiert.
Der Typ Berliet GPE2 benutzte das bekannte Dreiachsfahrgestell mit zwei angetriebenen Hinterachsen (6×4). Ein einziger Prototyp entstand 1934. Der Antrieb auf beide Hinterachsen erfolgte jetzt über eine Kardanwelle (nicht mehr über Ketten), der Radstand zwischen Vorder- und vorderer Hinterachse betrug 6040 mm. Der Sechszylinder-Dieselmotor maß bei 130 mm Bohrung und 180 mm Hub 14.335 cm³ und entwickelte 115 PS.
Zwei weitere ähnliche Exemplare bestellte die Armee 1936, sie wurden 1937 geliefert und erhielten die Firmenbezeichnung Berliet GPE3. Die Tragkraft des Fahrzeuges samt Portalkran war von 12 auf 14 Tonnen angehoben. Der Motor erhielt eine um 5 mm größere Bohrung, hatte einen Hubraum von 15.459 cm³ und leistete 135 PS.
Anfang 1939 bestellte die französische Armee 20 Stück und weitere 106 bei Kriegsausbruch im September 1939, alle abzuliefern im Laufe des Jahres 1940. Sie erhielten die Bezeichnung Berliet GPE4. Die Motorleistung war auf 138 PS angehoben worden. Am 20. Mai 1940 wurden die ersten 12 Stück an die Armee geliefert, weitere 17 Stück wurden bis zum Waffenstillstand (25. Juni 1940) fertig.

### Benutzung bei der Wehrmacht
Nach Spielberger seien die Panzertransporter „in ihrer Masse der deutschen Wehrmacht in die Hände gefallen“. Diese pauschale Aussage ist schwer nachprüfbar. Immerhin existiert ein Photo, das den Gebrauch eines GPE4 in der Wehrmacht belegt. Wann und wo dieses Photo aufgenommen wurde, ist ebenso wenig zu ermitteln wie die Formation, in der dieses Fahrzeug diente: Seinen Zweck (Abtransport von Schadpanzern) konnte das Fahrzeug allenfalls in Einheiten erfüllen, die mit Panzerkampfwagen II oder Panzerkampfwagen 38 (t) (bzw. deren Abarten) ausgerüstet waren, da die Panzerkampfwagen III und IV zu schwer waren, um mit dem Berliet GPE4 transportiert zu werden.

### Originalquellen
Eine Publikation, in der alle vor 1945 gebauten Berliet-Typen individuell abgehandelt wären, gibt es nicht. Neben der unten erwähnten Literatur wurde auf folgende in der Fondation Berliet verwahrte Originalunterlagen zurückgegriffen:
- "Fiches des Mines": Es handelt sich um die Unterlagen zur Erteilung einer allgemeinen Betriebserlaubnis, hierfür ist in Frankreich der "Inspecteur des mines" sachlich zuständig. Diese Unterlagen sind chronologisch geordnet und nummeriert. Nicht zu jedem Typ bzw. Variante gibt es entsprechende Unterlagen, teils, weil sie wohl als Untervarianten eines Typs verstanden wurden, für den eine gesonderte Erlaubnis nicht erforderlich war, teils wohl, weil diese Unterlagen im Laufe der letzten 100 Jahre verlorengegangen sind. Bei Militärtypen gibt es Hinweise, dass eine Betriebserlaubnis direkt durch militärische Dienststellen erfolgte, was entsprechende "fiches des mines" überflüssig machte. Die Quellenbezeichnung lautet: "Fiches No...."
- "Etat des véhicules utilitaires et autobus declares aux mines depuis 1920", eine 15-seitige Zusammenstellung vom 1. Dezember 1941, enthält insbesondere die reservierten Chassisnummernbänder, die jedoch vielfach nicht vollständig ausgeschöpft wurden, einige Typen bzw. Varianten werden nicht erwähnt, Quellenbezeichnung lautet: "Etat S..."
- "Nombre de véhicules construits de 1930 à 1942", siebenseitige Zusammenstellung der zwischen 1930 und 1942 gebauten Stückzahlen an Nutzfahrzeugen, erstellt wohl 1943, erste Seite teilweise irreparabel verderbt, teilweise werden mehrere Typen bzw. Varianten zusammengefasst, Quellenbezeichnung lautet: "Nombre S...."

### Sonstige Literatur
- Walter J. Spielberger: Beute-Kraftfahrzeuge und -Panzer der deutschen Wehrmacht. In: Militärfahrzeuge. 2.  Auflage. Band 12. Motorbuch Verlag, Stuttgart 1992, ISBN 3-613-01255-3 (zit. als „Spielberger, Beute“).
- Bart Vanderveen: The Observer's Army Vehicles Directory to 1940. London – New York 1974, ISBN 0 7232 1540 5, zit. als „Vanderveen to 1940“
- Francois Vauvillier, Jean-Michel Touraine: L'automobile sous l'uniforme, Paris 1992, ISBN 2-7072-0197-9, zit. als „Vauvillier/Touraine“
- Francois Vauvillier: Tous les Berliet militaires 1914–1940, vol.1: Les Camions, Paris 1919, ISBN 978-2-35250-496-2, zit. als „Vauvillier, Berliet“